# Cháris Papageorgíou
Cháris Papageorgíou (grec moderne : Χάρης Παπαγεωργίου), né le 26 mars 1953, à Thessalonique, en Grèce, est un ancien joueur de basket-ball grec. Il évolue au poste d'ailier.